# Agencia Nacional de Ciberseguridad (Chile)
La Agencia Nacional de Ciberseguridad (ANCI) es un servicio público encargado de la ciberseguridad del Estado de Chile. Fue creada en 2025, de acuerdo a lo establecido en la ley N.° 21.663, del 27 de abril de 2024.

## Funciones
Sus principales objetivos y funciones son:
1. Asesorar al Presidente de la República en la elaboración y aprobación de la Política Nacional de Ciberseguridad;
2. Aplicar e interpretar administrativamente las disposiciones legales y reglamentarias en materia de ciberseguridad;
3. Coordinar y supervisar al CSIRT Nacional;
4. Establecer una coordinación con el CSIRT de la Defensa Nacional en lo relativo a los estándares y tiempos de comunicación de incidentes de ciberseguridad o vulnerabilidades, y respecto a las materias que serán objeto de intercambio de información;
5. Calificar a los servicios esenciales y operadores de importancia vital;
6. Diseñar e implementar planes y acciones de formación ciudadana, capacitación, fortalecimiento, difusión y promoción de la cultura en ciberseguridad;
7. Cooperar con organismos públicos e instituciones privadas, en materias propias de su competencia, sin perjuicio de las atribuciones de otros organismos del Estado;
8. Otorgar y revocar las acreditaciones correspondientes a los centros de certificación, en los casos y bajo las condiciones que establezca esta ley y el reglamento respectivo;
9. Fomentar la investigación, innovación, capacitación y entrenamiento frente a amenazas, vulnerabilidades e incidentes de ciberseguridad y, diseñar planes y acciones que fomenten el desarrollo o fortalecimiento de la industria de ciberseguridad local;
10. Certificar el cumplimiento de los estándares de ciberseguridad correspondientes por parte de los organismos de la Administración del Estado;
11. Establecer los estándares que deberán cumplir las instituciones que provean bienes o servicios al Estado, y las normas de seguridad para el desarrollo de los sistemas y programas informáticos que serán utilizados por los organismos del Estado;
12. Establecer estándares de ciberseguridad y deberes de información al público sobre riesgos de ciberseguridad de dispositivos digitales disponibles a consumidores finales;
13. Administrar la Red de Conectividad Segura del Estado.

## Directores
- Daniel Álvarez Valenzuela (2025)